# Santiago Yucuyachi (kommun)
Santiago Yucuyachi är en kommun i Mexiko.   Den ligger i delstaten Oaxaca, i den sydöstra delen av landet, 220 km söder om huvudstaden Mexico City.
Följande samhällen finns i Santiago Yucuyachi:
- Santiago Yucuyachi